# Onthophagus silus
Onthophagus silus är en skalbaggsart som beskrevs av Vladimir Balthasar 1960. Onthophagus silus ingår i släktet Onthophagus och familjen bladhorningar. Inga underarter finns listade i Catalogue of Life.